# Allan Simonsen
Allan Rodenkam Simonsen (Vejle, 15 de Dezembro de 1952) é um ex-futebolista e treinador de futebol dinamarquês. Ele é conhecido pelo seu período como jogador do Borussia Mönchengladbach e do Barcelona. 
Pelo clube alemão, ele conquistou a Copa da UEFA de 1975 e 1979 e pelo clube espanhol, ele conquistou a Taça dos Clubes Vencedores de Taças. Ele é o único jogador que marcou nas finais da Liga dos Campeões, Copa da UEFA e Taça dos Clubes Vencedores de Taças. 
Pela Seleção Dinamarquesa, Simonsen jogou 55 jogando, marcando 20 gols. Ele representou a Dinamarca nos Jogos Olímpicos de 1972, no Eurocopa de 1984 e na Copa do Mundo de 1986.
Simonsen foi o vencendor do Ballon d'Or em 1977 e foi eleito para o Hall da Fama do Futebol Dinamarquês em novembro de 2008.

## Carreira

### Inicio
Nascido em Vejle, Simonsen começou a jogar futebol no Vejle FC, antes de se juntar ao time de juniores do Vejle BK (VB) em 1963. Ele estreou no time principal em 24 de março de 1971 em uma vitória por 3 a 1 em casa contra o Karlskoga FF. Ele venceu o campeonato dinamarquês de 1971 e 1972 com o clube, assim como a Copa Dinamarquesa de 1972. Após impressionantes três gols em seis partidas nos Jogos Olímpicos de 1972, Simonsen mudou-se para a Alemanha para jogar no Borussia Mönchengladbach.

### Borussia Mönchengladbach
Nas duas primeiras temporadas com o Borussia Mönchengladbach, Simonsen teve dificuldades e jogou apenas 17 partidas, marcando dois gols. No entanto, ele fazia parte da equipe que conquistou o troféu da Copa da Alemanha de 1972-73. Ele entrou no time titular na temporada 1974-1975 e jogou todos os 34 jogos da temporada, marcando 18 gols. O Mönchengladbach terminou como campeão da Bundesliga naquele ano. Simonsen também marcou 10 gols em 12 jogos na Copa da UEFA de 1974-75, incluindo dois gols na vitória por 5-1 sobre o FC Twente. 
Na temporada seguinte, Simonsen marcou 16 gols quando o Mönchengladbach ganhou mais uma vez a Bundesliga. Ele marcou quatro gols em seis partidas na Liga dos Campeões de 1975-76, antes do time ser eliminado nas quartas-de-final pelo Real Madrid na regra de gols fora de casa.
1977 foi o melhor ano da carreira de Simonsen. Na Taça dos Campeões Europeus de 1976-77, Simonsen ajudou o Mönchengladbach a chegar a final contra o Liverpool. Na final, Simonsen marcou um gol para empatar o jogo em 1 a 1, mas o Mönchengladbach acabou perdendo por 3-1. Ele foi posteriormente nomeado o Melhor Jogador Europeu do Ano, vencendo do meia inglês Kevin Keegan por três pontos e do meia francês Michel Platini por quatro pontos.
Nas duas temporadas seguintes na Bundesliga, Simonsen continuou sendo um prolífico goleador com o Mönchengladbach terminando em 2º e 8º colocação, respectivamente. Ele ganhou outro troféu internacional com o Mönchengladbach em 1979, quando marcou oito gols em oito jogos para guiar o clube para o título da Copa da UEFA de 1978-79. Ele marcou o gol decisivo na vitória por 2-1 na final contra o Estrela Vermelha. 
Em 1978, Simonsen foi abordado pelo clube espanhol FC Barcelona, mas o Mönchengladbach se recusou a vendê-lo. Simonsen esperou o seu contrato expirar e mudou-se para o FC Barcelona em 1979, rejeitando ofertas do Hamburgo, da Juventus e de vários clubes árabes.

### Barcelona
Simonsen passou três temporadas no Barcelona, em sua primeira temporada, Simonsen foi o artilheiro da equipe com 10 gols em 32 jogos e o Barcelona terminou em quarto lugar na La Liga de 1979-80. A temporada seguinte viu vários novos jogadores no Barcelona e o clube venceu a Copa do Rei em 1981. Os 10 gols de Simonsen fizeram dele o terceiro maior artilheiro, atrás dos novos jogadores Quini (20) e Bernd Schuster (11), com o Barcelona em quinto lugar na La Liga de 1980-81. 
Ele também ajudou o Barcelona a chegar à final da Taça dos Clubes Vencedores de Taças de 1981-82.< Na vitória por 2 a 1 sobre o Standard Liège, Simonsen marcou o gol decisivo e o Barcelona ergueu o troféu.

### Charlton Athletic
Quando o Barcelona contratou o atacante argentino Diego Maradona em 1982, as restrições da liga espanhola fizeram com que Simonsen competisse com Maradona e Bernd Schuster por apenas dois lugares permitidos para jogadores estrangeiros. Simonsen viu isso como um insulto pessoal e pediu ao Barcelona que seu contrato fosse rescindido. Ele se transferiu, para a surpresa de todos, para o time da segunda divisão inglesa, o Charlton Athletic, por £ 300.000 em outubro de 1982. 
Ele rejeitou as ofertas do Real Madrid e do Tottenham Hotspur, para poder jogar em um clube com menos estresse e atenção. Apesar de ter marcado nove vezes em 16 jogos, o clube teve problemas para financiar sua transferência e salários após três meses e ele foi colocado à venda. Simonsen então decidiu retornar ao seu clube de infância, Vejle BK, em 1983.

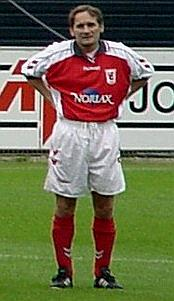
Simonsen com a camisa do Vejle BK em 2000.

### Vejle BK
Ele perdeu a última metade da temporada de 1984 no VB por causa de uma lesão sofrida na Eurocopa de 1984, mas o clube conseguiu vencer o campeonato dinamarquês de 1984 sem ele. 
Simonsen se aposentou do futebol em 1989 aos 37 anos e jogou seu último jogo pelo VB em novembro de 1989. Ele jogou um total de 282 jogos e marcou 104 gols, incluindo 208 jogos e 89 gols no campeonato.

### Seleção
Ele estreou pela seleção dinamarquesa sob o comando do técnico Rudi Strittich em um amistoso em julho de 1972 contra a Islândia. Ele marcou dois gols na vitória da Dinamarca por 5 a 2. 
Simonsen foi chamado para fazer parte da equipe dinamarquesa para as Olimpíadas de 1972, ele marcou três gols nos três primeiros jogos para ajudar a Dinamarca a passar de fase. Na segunda fase de grupos, Simonsen foi mal e foi substituído ao intervalo em dois dos últimos três jogos, quando a Dinamarca foi eliminada.
Ele desempenhou um papel crucial na seleção dinamarquesa sob o comando do técnico Sepp Piontek, na campanha de classificação da Dinamarca para a Eurocopa de 1984. A Dinamarca liderou seu grupo de qualificação com um ponto a frente da Inglaterra, antes de as duas equipes se encontrarem no estádio de Wembley, em setembro de 1983. Simonsen marcou um dos mais importantes gols da Dinamarca e a vitória por 1-0 garantiu a classificação da seleção dinamarquesa para o seu primeiro torneio internacional desde os Jogos Olímpicos de 1972 e a primeira participação desde a Eurocopa de 1964. Ele, subseqüentemente, terminou em terceiro na votação para o prêmio de Melhor Jogador Europeu do Ano de 1983.
A Eurocopa de 1984 foi uma curta experiência para Simonsen, pois ele quebrou a perna em uma dividida com Yvon Le Roux no primeiro jogo da Dinamarca contra a França. Mesmo sem Simonsen, a Dinamarca chegou às semifinais. 
Ele participou também da Copa do Mundo de 1986, a primeira participação da Dinamarca em Copas do Mundo. Ele só jogou uma única partida no torneio, entrando como substituto contra a Alemanha Ocidental. Ele jogou uma partida de despedida contra a Alemanha em setembro de 1986, antes de terminar sua carreira na seleção.
Simonsen jogou um total de 55 jogos pela seleção da Dinamarca e marcou 20 gols.

## Carreira como Treinador
Após sua aposentadoria, Simonsen passou a treinar seu ex-clube, Vejle Boldklub, de 1991 a 1994. Durante seu tempo no clube, o VB foi rebaixado pra 2ª Divisão dinamarquesa. Mais tarde, foi treinador das selecções nacionais das Ilhas Faroé de 1994 a 2001 e de Luxemburgo de 2001 a 2004.
Em 2011, tornou-se diretor do time dinamarquês da 1ª divisão, o FC Fredericia. Quando Fredericia demitiu o treinador Thomas Thomasberg em 8 de abril de 2013, Simonsen e Steen Thychosen assumiram o comando da equipe como treinadores interinos. Após o final da temporada 2012–13, Simonsen deixou ambas as posições.

## Títulos
Vejle BK
- Campeonato Dinamarquês: 1971, 1972, 1984
- Copa da Dinamarca: 1972

Borussia Mönchengladbach
- Campeonato Alemão: 1975, 1976, 1977
- Copa da UEFA: 1975, 1979
- Copa da Liga Alemã: 1976

Barcelona
- Copa da Espanha: 1981
- Taça dos Clubes Vencedores de Taças: 1982

### Individuais
- Ballon d'Or : 1977 (bola de ouro) , 1983 (terceiro lugar)

- Onze de Bronze : 1977

- Seleção da Bundesliga (revista kicker) : 1974-75, 1975-76, 1976-1977

- COI Eurorpean Footballer da temporada: 1976-1977

- Artilheiro da Taça dos Campeões Europeus : 1977–78

- Artilheiro da Taça UEFA : 1978–79

- Hall da Fama do Futebol Dinamarquês